# Göte Rudvall
Göte Mikael Rudvall, född 10 februari 1925 i Bjärnum i Norra Åkarps pastorat i Kristianstads län, är en svensk pedagog. Han har kallats en av enhetsskolans fäder, även om denna titel oftare ges Stellan Arvidson.
Rudvall tog 1945 studentexamen i Hässleholm, blev 1950 filosofie magister vid Stockholms högskola, tjänstgjorde 1951 som timlärare vid Nacka mellanskola och anställdes samma år som extraordinarie adjunkt vid försöksskolans högstadium i Österåker, där han 1955 blev adjunkt och 1955–1959 var studierektor. Han blev 1959 rektor och skolchef över obligatoriska skolväsendet i Österåker och var initiativtagare till Österåkerssystemet. Han blev 1964 universitetslektor i svenska och historia vid lärarhögskolan i Malmö (sedermera en del av Malmö högskola), där han under 25 år var studierektor.
Han blev 1960 expert åt 1957 års skolberednings läroplansdelegation, 1961 åt skolberedningen angående socialekonomiska fackskolan, 1962–1963 ledamot av fackskoleutredningen och 1961 styrelseledamot i Historielärarnas förening.
Rudvall var 1982 en av grundarna av Sveriges lärare för fred, där han fortfarande (2013) är suppleant i styrelsen, och 1986 en av grundarna av DAKS – "Föreningen för en demokratiserande och aktiverande skola" (nedlagd 2004, se vidare Åke Isling). Han är sekreterare i Glokala folkbildningsföreningen, som är huvudman för Glokala folkhögskolan i Malmö.
Han utnämndes 2012 till hedersdoktor i pedagogik vid Malmö högskola.
Han har skrivit artiklar om skolfrågor i tidningar och tidskrifter. Under 2010-talets skoldebatt har han tagit avstånd från Jan Björklund och Maciej Zaremba.